# Līksna
Līksna (Liksna) – wieś na Łotwie. w novadsie Górna Dźwina, siedziba pagastsu Līksna, 15 km na północny zachód od Dyneburga, na prawym brzegu Dźwiny.

## Historia
Pierwsza wzmianka o Liksnie pochodzi z XIII wieku, kiedy książę Jersiki Wsiewołod podarował w 1230 roku wyspę na Dźwinie i ziemię naprzeciwko Liksny klasztorowi cystersów. W XIV wieku mieszkali tu (wtedy miejscowość nazywała się Lixten) komturowie dyneburscy. Po sekularyzaji Inflant (1561) dobra te należały przez parę wieków do rodziny Lüdingshausen-Wolffów. W połowie XVIII wieku przeszły na własność Józafata von Sieberga (lub w wersji później spolszczonej – Zyberga lub Zyberka) (1684–1776), kasztelana, a później wojewody inflanckiego (w latach 1769–1775), żonatego z Magdaleną Budburg (1712–1770). Wnuczka Józefata Izabela Helena (1785–1849), córka Jana Tadeusza (1739–1806), wojewody inflanckiego (w latach 1775–1778) i baronówny Ludwiki von Kleist, wyszła w 1803 roku za Michała Broel-Platera (1777–1862), wnosząc we wianie tutejsze dobra liczące w chwili śmierci męża 3693 dziesięcin ziemi oraz inne olbrzymie dobra w Kurlandii i Inflantach. W chwili ślubu Michał Plater zmienił nazwisko na Plater-Zyberk, taki był warunek teścia. Michał miał dziewięcioro dzieci, po jego śmierci jego fortuna została rozdrobniona. W wyniku działów Liksna i kilka innych majątków przypadły Henrykowi (1811–1903) żonatemu z Adelajdą hrabianką Keller (1817–1885). Mieli oni szesnaścioro dzieci, w większości zmarłych w dzieciństwie. Henryk przekazał Liksnę i kilka innych folwarków synowi Janowi (1850–1922) żonatemu z Weroniką hrabianką Hutten-Czapską (1854–1920). Byli oni ostatnimi właścicielami tych dóbr.
W czasie wojen polsko-szwedzkich polskie wojska dowodzone przez wojewodę smoleńskiego Aleksandra Gosiewskiego pokonały w 1626 roku pod Liksną wojska szwedzkie dowodzone przez Gustafa Horna.
Po I rozbiorze Polski w 1772 roku Liksna, wcześniej wchodząc w skład Polskich Inflant Rzeczypospolitej, znalazła się na terenie ujezdu dyneburskiego guberni witebskiej Imperium Rosyjskiego. Dobra stanowiły parafię należącą do dekanatu dolnodyneburskiego. Od końca I wojny światowej miejscowość należy do Łotwy, która w okresie 1940–1990, jako Łotewska Socjalistyczna Republika Radziecka, wchodziła w skład ZSRR.
W XIX wieku wybudowano przechodzącą przez wieś, ze stacją w pobliżu miejscowości, kolej rysko-dyneburską. Stacja Liksna została oddana do użytku w 1861 roku. Ponadto w XIX wieku istniała tu fabryka terpentyny i piękna pasieka.
Po łotewskiej reformie rolnej w 1920 roku majątek został podzielony na 254 nowe gospodarstwa o łącznej powierzchni 1391 ha. W czasach radzieckich działał tu kołchoz o nazwie „XXV Kongres KPZR”.
Obecnie w Liksnie znajduje się administracja parafii, poczta, szkoła podstawowa, dom kultury, biblioteka, przychodnia lekarska i sklep. Latem odbywa się tu festiwal muzyki łotewskiej „Muzykys skrytuļs” („Koło muzyki”).

## Znane osoby związane z Liksną
- W pałacu w latach 1815–1830 mieszkała Emilia Plater, bliska kuzynka Michała i Izabeli Platerów;
- w majątku urodził się w 1851 roku Edward von Ropp – trzeci z czwórki synów barona Juliana Emeryka Roppa i hrabianki Izabeli Józefy Plater-Zyberk (1809–1888), córki wyżej wymienionego Michała Platera – biskup katolicki, ordynariusz w Tyraspolu (1902–1903), biskup wileński (1903–1917), arcybiskup mohylewski (1917–1926).

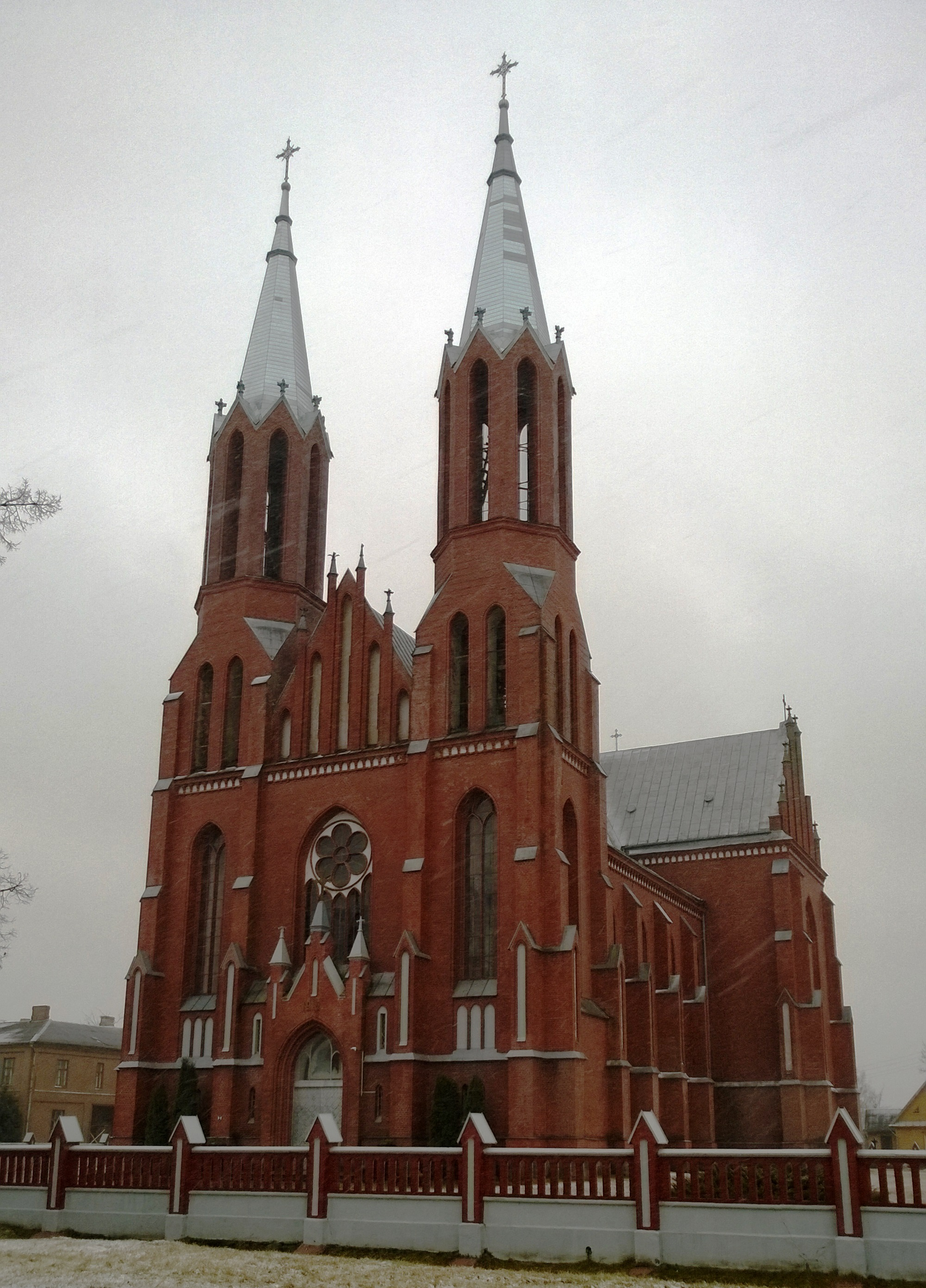
Kościół pw. Najświętszego Serca Pana Jezusa

## Kościół
Pierwszą kaplicę w majątku wybudowała w 1748 roku rodzina Lüdingshausen-Wolffów. W latach 1749–1789 działała tu misja jezuitów. W 1798 roku – już kosztem rodziny Platerów-Zyberków – zbudowano pierwszy murowany kościół katolicki pod wezwaniem św. Rodziny. Był on konsekrowany w 1819 roku przez biskupa Waleriana Kamionkę. 
Obecny kościół pod wezwaniem Najświętszego Serca Pana Jezusa został zbudowany w latach 1909–1913 z inicjatywny tutejszego proboszcza, późniejszego arcybiskupa metropolitę Rygi Antonijsa Springovičsa, kosztem członków parafii i tutejszych dziedziców. Po wybudowaniu kościoła stary kościół został rozebrany, a z uzyskanych materiałów budowlanych powstał pod koniec I wojny światowej duży dwukondygnacyjny dom plebanii. Kościół był konsekrowany w 1913 roku.
Kościół jest trzypiętrową kamienną budowlą zbudowaną w stylu neogotyckim z trzema wieżami – dwie z  nich są symetryczne po obu stronach wejścia i jedna mała nad prezbiterium. Kościół ma wymiary 30 m x 17 m, jest przykryty blaszanym dachem, ma posadzkę z płytek. Wieże są wyposażone w trzy dzwony, z których największy waży 609 kilogramów. Świątynia jest otoczona ogrodem ogrodzonym płotem z czerwonej cegły.
Kościół ma trzy dębowe neogotyckie ołtarze. W ołtarzu głównym znajduje się figura Serca Jezusa z bocznymi obrazami Świętych. Po prawej jest ołtarz św. Józefa, wisi tu również obraz św. Antoniego, po lewej – ołtarz św. Franciszka. W prezbiterium znajdują się gipsowe rzeźby św. Antoniego i św. Teresy. Po prawej stronie kościoła znajduje się kaplica Matki Bożej z Lourdes. Kościół jest znany ze swych dębowych ambon.

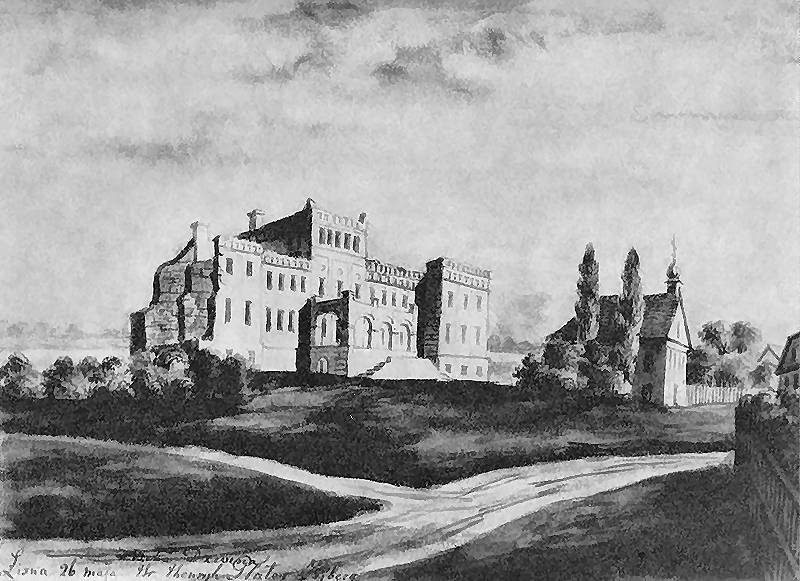
Ruiny pałacu Zyberków na rysunku Napoleona Ordy około 1876 roku

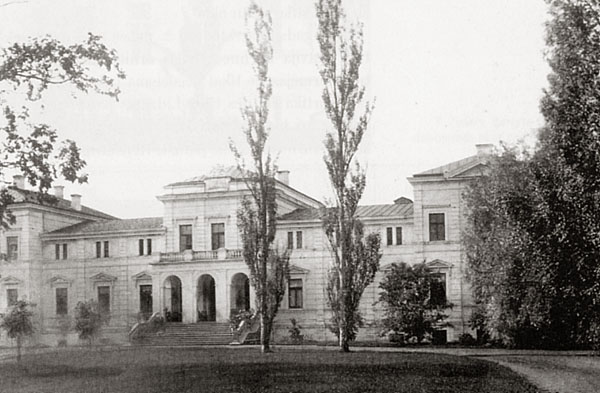
Pałac około 1900 roku

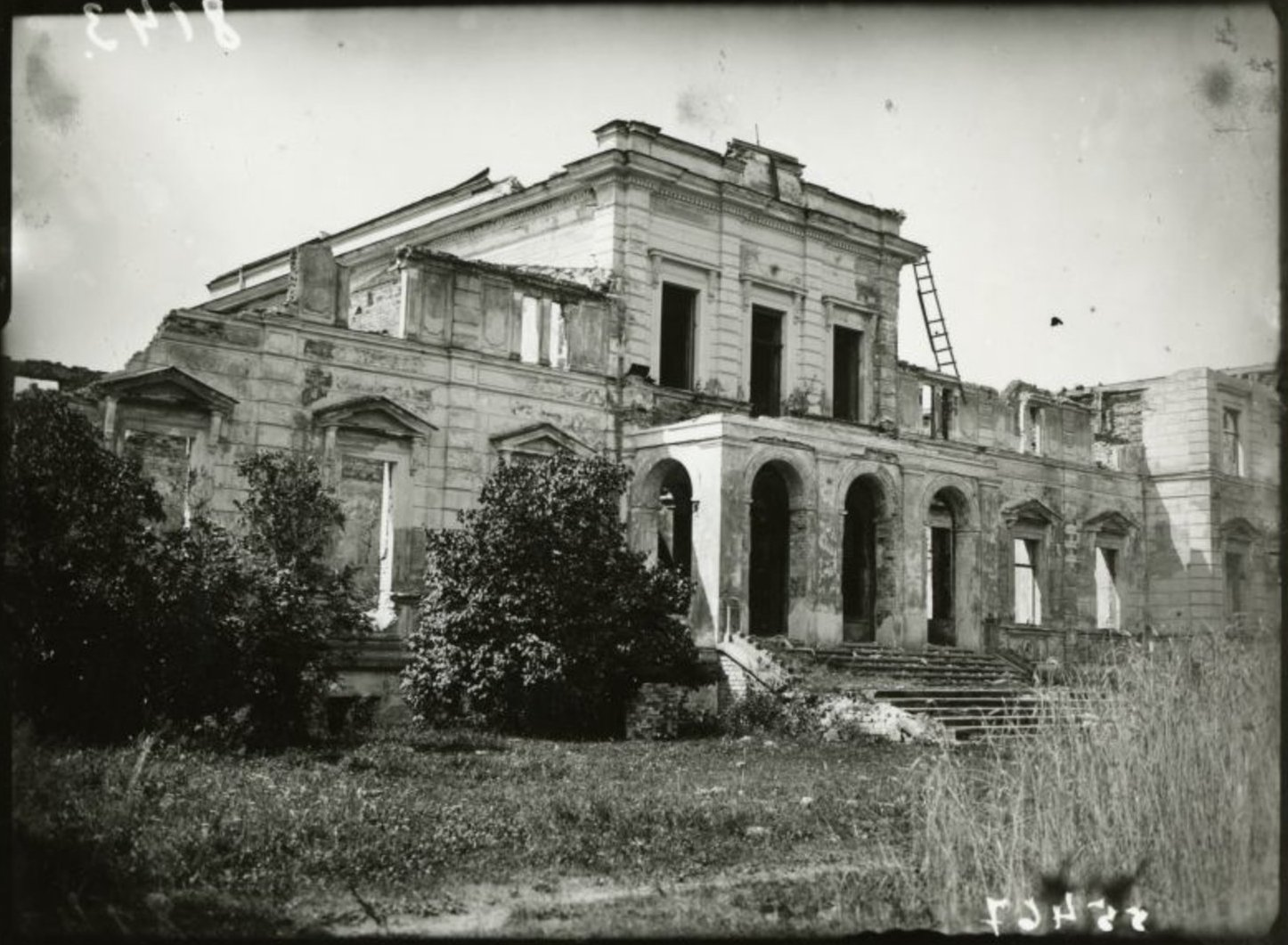
Ruina pałacu po I wojnie światowej

## Nieistniejący pałac
W 1798 roku wybudowano tu wspaniały pałac, równocześnie z wyżej wspomnianym kościołem. Według innych źródeł pałac został wybudowany przez Józefata około 1770 roku. Pałac ten spłonął w 1861 roku. Jego ruinę narysował Napoleon Orda około 1876 roku. W 1880 roku Józef Plater-Zyberk odbudował pałac w podobnej zewnętrznej postaci jak przed pożarem. Rozbudował również kościół. Pałac uzyskał wtedy pewne cechy neogotyku romantycznego, głównie w postaci attyk. Po odbudowie pałac był bardzo podobny do pałacu Ogińskich w Płungianach. Był to dwukondygnacyjny, na wysokich, mieszkalnych suterenach, budynek wzniesiony na planie wydłużonego prostokąta. Obie elewacje były piętnastoosiowe z trzema płytkimi ryzalitami: na trzech osiach środkowych i na trzech skrajnych. Na rysunku Ordy pałac w części centralnej był o jedną kondygnację wyższy; po odbudowie wszystkie części miały tę samą wysokość. Ganek o trzech półkoliście zwieńczonych arkadach podpierających taras otoczony tralkową balustradą. Do ganku prowadziły wielostopniowe kamienne schody.
Od strony ogrodu, na skutek nierówności terenu, pałac był znacznie wyższy. Na osi środkowej dominował duży górny taras, poprzedzony dolnym tarasem, do którego prowadziły z górnego tarasu łamane schody. Cały dom był przykryty przez niski dach czterospadowy w częściach ryzalitowych i dwuspadowy w pozostałych częściach. Nie licząc pomieszczeń w suterenach w pałacu było 35 pomieszczeń, w tym wielka sień wejściowa i duży prostokątny salon od strony ogrodu.
Bogate archiwum Siebergów i Platerów, w tym biblioteka licząca 20 tysięcy woluminów, spłonęły w czasie pożaru, podobnie jak wiele cennych elementów wyposażenia. Uratowano m.in. porter Izabeli Platerowej pędzla Lampiego, prawdopodobnie młodszego. Obraz ten zaginął po wywiezieniu do Moskwy w czasie I wojny światowej.
Pałac był otoczony przez wielohektarowy park, przed pałacem rozplanowano ogromny gazon obsadzony grupami drzew na wysokości bocznych ryzalitów. Po obu stronach centralnego trawnika wzniesiono parterowe, długie oficyny kryte wysokimi dachami naczółkowymi. Po prawej stronie, bliżej pałacu stała – narysowana przez Ordę, ale ocalała z pożaru – kaplica dworska, a po lewej stronie budynek kuchenny.
Pozostała część wielkiego parku miała częściowo charakter francuski, a częściowo – angielski. Była tu też ławka Emilii Plater.
Pałac został prawie w całości zniszczony w czasie I wojny światowej. Zachowały się fragment muru pałacu i pozostałości po kaplicy (obecnie służącej jako magazyn), które są zabytkiem kulturalnym i historycznym o znaczeniu lokalnym. W pozostałościach po parku utworzono w 1999 roku ścieżkę rekreacyjną.
Majątek Liksna został opisany w 3. tomie Dziejów rezydencji na dawnych kresach Rzeczypospolitej Romana Aftanazego. Został również opisany w książce Pro memoria Antoniego Urbańskiego w 1929 roku.